# Drimys versteegii
Drimys versteegii är en tvåhjärtbladig växtart som beskrevs av Friedrich Ludwig Diels. Drimys versteegii ingår i släktet Drimys och familjen Winteraceae. Inga underarter finns listade.